# Datter
Datter (i flertal døtre) er en forælders afkom af hunkøn. Den tilsvarende betegnelse for mandligt afkom kaldes en søn. Ordet kommer af indoeuropæisk *dhugheter →germansk *dhukter → oldnordisk dóttir.
Ordet betegner enten en piges/kvindes relation til sine forældre eller relationen mellem forskellige foreteelser, såsom datterceller eller datterselskab. Hvis en datter har søskende kaldes hun en søster til dem.